# Vendangerot

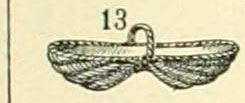
Vendangerot (Bourgogne), illustration du Larousse, 1922

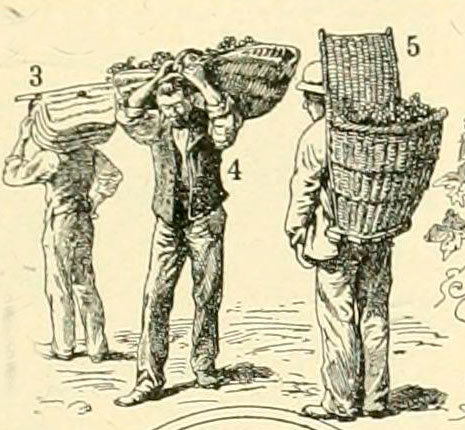
Porteur de panier (4), à Beaune / Nuits-Saint-Georges, illustration de 1922

Un vendangerot, est un panier utilisé en Bourgogne pour récolter le raisin pendant les vendanges. Il est synonyme de vendangeoir.

## Caractéristiques
Il peut être tressé en osier, et présente deux renflements de chaque côté de l'anse, ce qui permet de le stabiliser lorsqu'il est porté à l’épaule.

## Utilisation
Les vendangeurs coupent le raisin et le déposent dans le vendangerot. Ils le transportent à la main de cep en cep. Le vendangerot sera déversé dans une hotte, un grand panier, ou une benne, que le porteur sortira de la parcelle de vigne.